# PalmOrb
PalmOrb es un software de código abierto para los dispositivos compatibles PalmOS que permite que sean usados como pantallas LCD de un ordenador. PalmOrb se puede utilizar con cualquier software de PC que sea compatible con MatrixOrbital LK204-25. (Una excepción es con un cable USB en Windows, que necesita LCD Smartie). El software compatible incluye LCD Smartie para Microsoft Windows o LCDproc y LCD4Linux (para Linux). 